# Astralno telo
Astralno telo je prema teozofiji svetlosno telo koje postoji u čoveku, koje se ne može videti golim okom i u kom se nalazi duša. Ovo je jedno od sedam tela koje čovek poseduje. Telo se navodno sastoji od fine, astralne materije i svetlosnom vrpcom je spojeno sa fizičkim telom.
Kada astralno telo pređe u astralni plan, tj. kada se razdvaja od fizičkog tela, događa se astralna projekcija.